# Miloš Klimek
Miloš Klimek (20. května 1924 Košice – 5. listopadu 1982) byl slovenský fotbalista, útočník, reprezentant Československa.

## Sportovní kariéra
V lize odehrál 81 utkání a dal 31 gól. Hrál na postu levé spojky za Jednotu Košice (1945-1948, 1949-1950) a ATK Praha (1948). Byl to rychlý hráč a střelec.
Za československou reprezentaci odehrál v letech 1946-1949 pět utkání a dal 2 branky. 3x startoval v reprezentačním B-mužstvu.